# Djenebou Sissoko
Djenebou Sissoko (27 de junho de 1982) é uma basquetebolista malinesa.

## Carreira
Djenebou Sissoko integrou a Seleção Malinesa de Basquetebol Feminino em Pequim 2008, terminando na décima-segunda posição.